# Sitamau

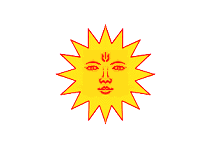
Bandera de Sitamau

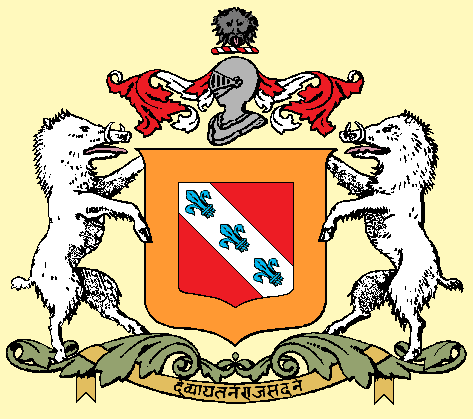
Escut

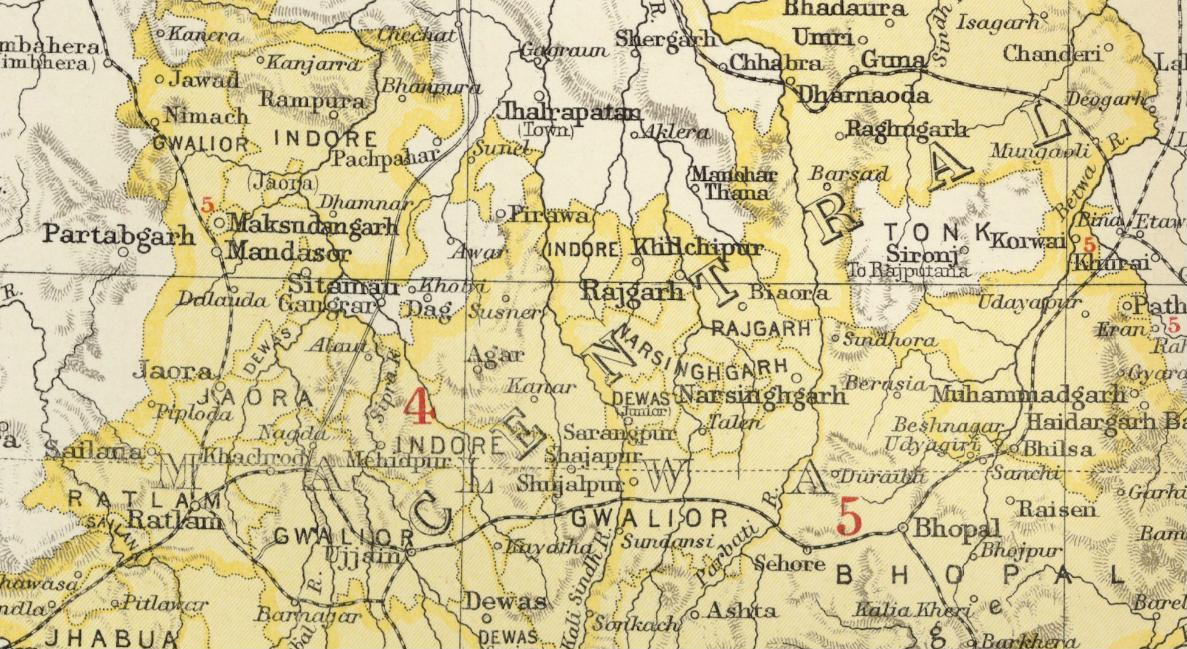
Sitamau a un mapa de l'Imperial Gazetteer of India

Sitamau fou un estat trinutari protegit, a l'Índia central, agència de Malwa. La superfície era d'uns 900 km² però el 68% havia estat concedit en jagirs. Limitava al nord amb Indore i Gwalior; al sud amb Jaora i Dewas; a l'est amb Jhalawar i a l'oest amb Gwalior. La capital era Sitamau (ciutat). L'estat estava creuat pel riu Chambal que formava el seu límit oriental. El sobirà era un rajput rathor de la família de Marwar i emparentat als rages de Ratlam i Sailana.

## Població
La població de l'estat era:
- 1881: 30.939
- 1891: 33.307
- 1901: 23.863

Els hindús ere el 90% i els musulmans uns 1.500, jains 781 i animistes 159. L'única població important era Sitamau (ciutat) amb 5.877 habitants. Hi havia també 89 pobles. La llengua parlada era el dialecte malwi (98%). Les castes principals eren els bramans i els rajputs.

## Administració i govern
Estava dividit en tres tahsils:
- Sitamau
- Bhagor
- Titroda

El govern estava en mans del raja en afers fiscals, civils, judicials i administratius i amb alguns límits als afers criminals (sentències de mort, deportació o empresonament de per vida, que requerien confirmació de l'agent britànic). Cada tahsil era governat per un tahsildar. L'estat no tenia exèrcit però el 1896 es va organitzar una força de policia amb unes desenes de membres.

## Bandera
La bandera era blanca, amb el sol rajput daurat i amb rostre al centre.

## Història
L'estat fou fundat per Kesho Das o Keshav Das, net de Ratan Singh fundador de l'estat de Ratlam. Governava a Ratlam quan la mort d'un oficial mogol al seu territori, assassinat per uns funcionaris de l'estat, va provocar la confiscació del principat per l'emperador Aurangzeb. Keshav Das es va establir a Sitamau (1695), que li fou cedit en jagir (per un sanad possessori format per les parganes de Titroda, Nahargarh i Alot) sis anys després (1701) quan fou perdonat per Aurangzeb i fou el primer raja de Sitamau. Les dues darreres parganes esmentades van ser ocupades respectivament pels sobirnas de Gwalior i Dewas durant la invasió maratha i va restar Titroda amb centre a Sitamau.
Després de la guerra Pindari el 1818 Sir John Malcom va organitzar Malwa i va fer de mediador entre Daulat Rao Sindhia de Gwalior i el raja Raj Ram Singh de Sitamau, de manera que aquest darrer fou confirmat en la possessió dels seus dominis pagant un tribut anual als Sindhia de 33000 rupies reduït el 1860 a 27.000. Pels serveis als britànics durant el motí de 1857 Raj Ram Singh va rebre un khilat de 2000 rupies. El 1865 va cedir els territoris necessaris per al ferrocarril i el 1881 va abolir els drets de trànsit de la sal a canvi de 2.000 rupies anuals; el raja va morir el 1867 deixant només un net (el fill havia premort) que va regnar un temps i va morir sense successió pròpia el 1885 i el va succeir el seu parent (d'una branca col·lateral) Bahadur Singh, per adopcio. El darbar de Gwalior va reclamar l'impost de nazarana o successió però els britànics no li van donar la raó. El 1887 va abolir tots els drets de trànsit excepte els de l'opi i fusta. A la seva mort el va succeir el fill adoptiu Shardul Singh que només va viure deu mesos i el govern britànic va escollir un altre membre de la família, el segon fill del thakur de Kacchi-Baroda, com a successor el 1900, oficialment per adopció. El raja tenia salutació d'onze canonades.

## Llista de rages
- Kesho Das 1695/1701 - 1748
- Gaj Singh 1748 - 1752 (fill)
- Fateh Singh 1752 - 1802 (fill)
- Raj Ram Singh I 1802 - 1867 (fill)
- Bhawani Singh 1867 - 1885 (net)
- Bahadur Singh 1885 - 1899 (fill adoptiu)
- Shardul Singh 1899 - 1900 (fill adoptiu)
- Raj Ram Singh II 1900 - 1948 (fill adoptiu, + 1967)